# Rifflerhütte
Die Rifflerhütte war eine Schutzhütte in den Zillertaler Alpen (Tirol, Österreich) für Selbstversorger. Sie bestand von 1888 bis 1945.

## Geschichte
Die Rifflerhütte wurde von der Sektion Prag des Deutschen und Österreichischen Alpenvereins (DuOeAV) auf der Birglbergalm, ungefähr 70 Höhenmeter unterhalb des Rifflersees, nach Entwürfen von Johann Stüdl errichtet und als deren zehnte Hütte am 6. August 1888 eröffnet. Sie befand sich in einer Höhe von 2234 Metern und bot etwa 20 Personen Platz. Im Frühjahr 1896 wurde die Hütte durch eine Lawine stark beschädigt. 1900 erwarb die Sektion Berlin des DuOeAVs die Hütte gemeinsam mit der Olpererhütte und setzte sie instand. In den ersten 20 Jahren lag die Anzahl der jährlichen Besucher der Hütte meist zwischen 50 und 75.
Im März 1945 soll die Hütte durch eine Staubschneelawine zerstört worden sein. Der Österreichische Alpenverein gibt jedoch 1948 in einem Verzeichnis der Alpenvereins-Schutzhütten für die Rifflerhütte noch 9 Matratzen und 6 Notlager an.

## Zustieg
Die Rifflerhütte war von Roßhag oder Neu-Breitlahner, beides im Grund des Dornaubergtals, in etwa 3½ Stunden zu erreichen. Heute kann man zur Ruine unschwierig, aber weglos in circa 20 Minuten vom Berliner Höhenweg aus gelangen, wenn man etwas oberhalb der Kesselalm abzweigt.

## Touren
Von der Rifflerhütte war der Hohe Riffler (3231 m) in weiteren 3½ Stunden zu besteigen. Weitere Gipfel, die von der Rifflerhütte aus ebenfalls ohne größere Schwierigkeiten begangen werden konnten, waren die Realspitze (3039 m), der Rosskopf (2845 m) sowie die Langewandspitze (2855 m).
Ein Übergang bestand von der Rifflerhütte in 4½ Stunden durch die Obere Rifflerscharte (2868 m) nach Hintertux.
Bis zur Zerstörung der Hütte im Jahr 1945 stellte sie den nordwestlichen Endpunkt des Höhenwegs in den südwestlichen Zillertaler Alpen, später ausgebaut als Berliner Höhenweg, dar. Sie war von der Olpererhütte in etwa 5 Stunden zu erreichen. Mit der Eröffnung des Friesenberghauses im Jahr 1931 waren auch kürzere Etappen möglich. Der Weg zwischen Rifflerhütte und Friesenberghaus verlief deutlich höher als der heutige Berliner Höhenweg in diesem Bereich und führte über die 2774 Meter hohe Untere Rifflerscharte.

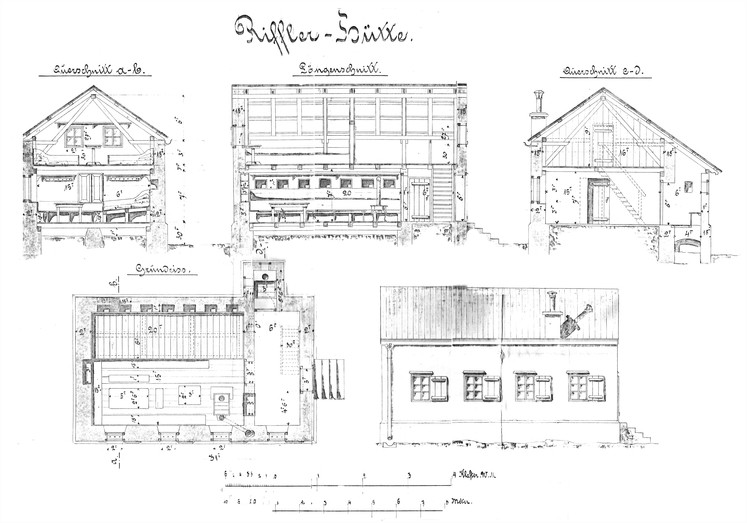
Entwurfszeichnung der Rifflerhütte von Johann Stüdl
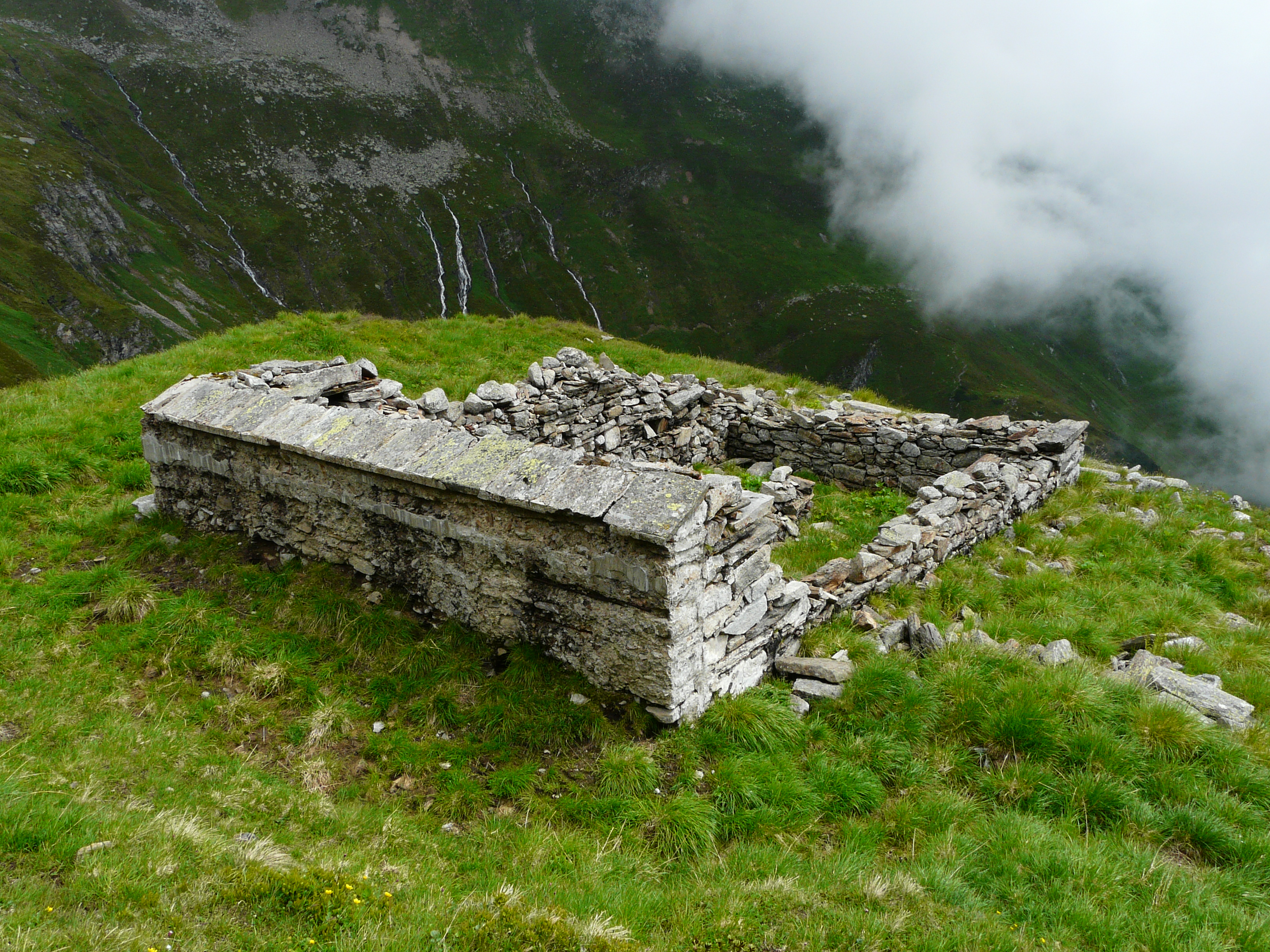
Ruine der Rifflerhütte
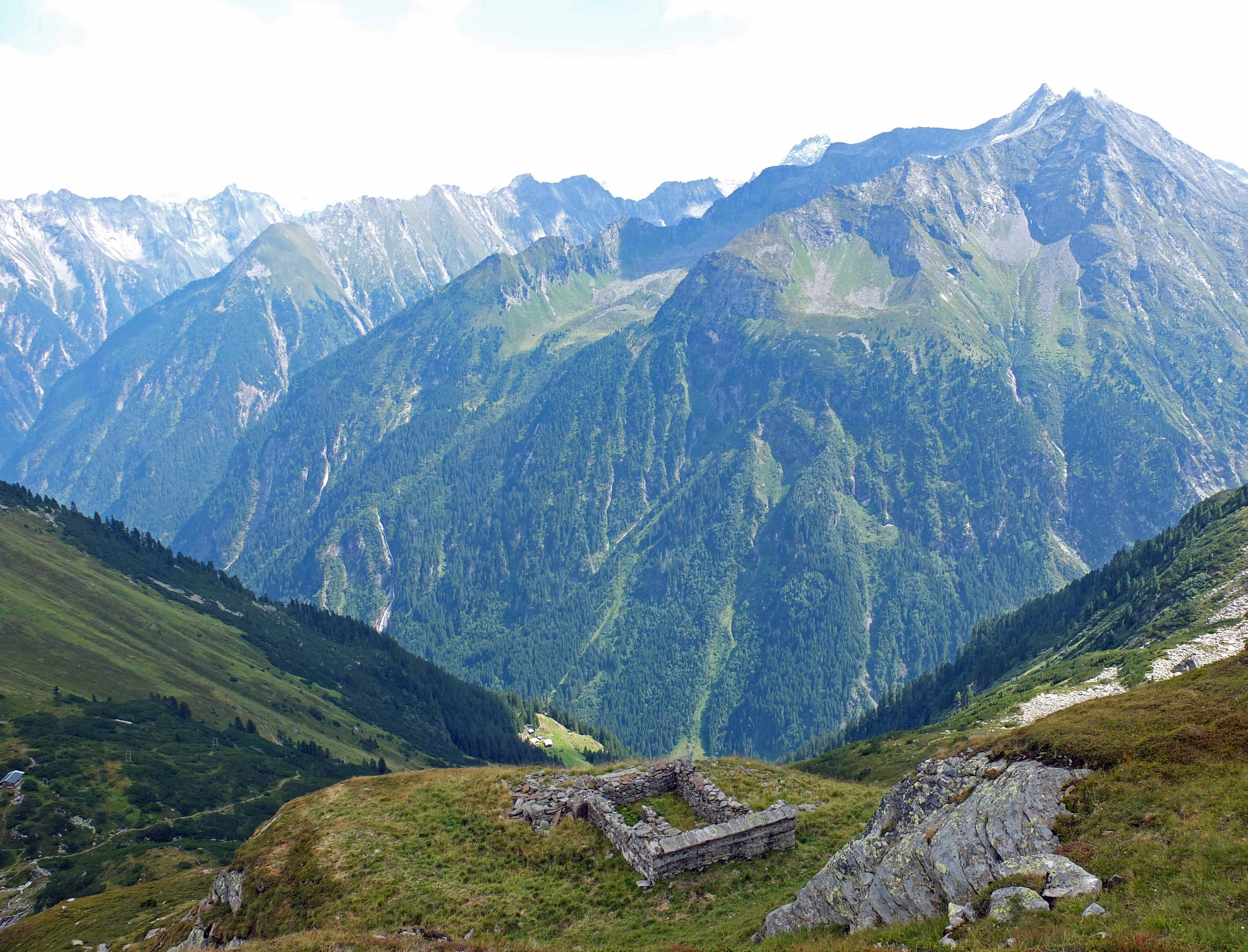
Überreste der Rifflerhütte oberhalb von Kesselalm und Birglbergalm